# 内村かなめ
内村 かなめ（うちむら かなめ、7月6日 - ）は、日本の漫画家、イラストレーター、同人作家。女性。大阪府出身、埼玉県在住。かなめあきらやとくながともこのペンネームでも活動している。

## 人物
インコ系の小鳥を複数飼育している。この鳥たちの生態は『羽毛100%』や『インコと下僕』などに活かされている。

## 作品リスト

### 書籍
- 『声優物語』 1997年4月発売、原作：白倉由美、光文社〈少年王シリーズ〉、ISBN 4-334-80377-6 ※絶版
- 『いちご♥みるく』 2002年11月25日発売[5]、コアマガジン〈ハイパーホットミルクコミックシリーズ16〉、ISBN 4-87734-597-3 ※とくながともこ名義
- 『ピュアみるく』 2003年7月発売、宙出版〈ミッシィコミックス〉、ISBN 4-8728-7879-5 ※とくながともこ名義
- 『学園非合法勇者。』 2003年7月25日発売[6]、エンターブレイン〈マジキューコミックス〉、ISBN 4-75-771519-6
- 『メイドさんは女王様』 ラポート〈ラポートコミックス〉、全1巻（絶版）→宙出版〈ミッシィコミックス〉より再版、全4巻
  - 2003年4月発売、ISBN 4-89799-472-1 - ラポート

  1. 2004年2月24日発売[7]、ISBN 4-7767-1223-7 - 宙出版
  2. 2004年2月24日発売[8]、ISBN 4-7767-1224-5
  3. 2004年3月24日発売[9]、ISBN 4-7767-1240-7
  4. 2006年4月1日発売[10]、ISBN 4-7767-1920-7
- 『もっと!委員長』 （一迅社『まんが4コマぱれっと』、〈IDコミックス 4コマKINGSぱれっとコミックス〉、全4巻）
  1. 2007年12月22日発売[11]、ISBN 978-4-7580-8002-6
  2. 2009年3月21日発売[12]、ISBN 978-4-7580-8031-6
  3. 2010年3月20日発売[13]、ISBN 978-4-7580-8070-5
  4. 2011年7月22日発売[14]、ISBN 978-4-7580-8130-6
- 『オレとメイドと時々オカン』 2009年4月9日発売[15]、一迅社『月刊ComicREX』、〈IDコミックス REXコミックス〉、全1巻、ISBN 978-4-7580-6143-8
- 『限定彼女』 一迅社『まんがぱれっとLite』、〈IDコミックス 4コマKINGSぱれっとコミックス〉、全3巻
  1. 2009年4月22日発売[16]、ISBN 978-4-7580-8038-5
  2. 2010年5月22日発売[17]、ISBN 978-4-7580-8076-7
  3. 2011年6月22日発売[18]、ISBN 978-4-7580-8127-6
- 『羽毛100%』 2010年6月17日発売[19]、イースト・プレス『ハムスペ』・『あにスペ』・同人誌、ISBN 978-4-7816-0396-4
- 『インコと下僕』 2011年7月25日発売[20]、エンターブレイン〈マジキューコミックス〉、同人誌作品の単行本化、ISBN 978-4-04-727389-4
- 『ひとりじめ弟イズム』 2012年4月27日発売[21]、芳文社『まんがタイムラブリー』→アスキー・メディアワークス『電撃コミック ジャパン』、〈電撃コミックスEX〉、ISBN 978-4-0488-6512-8
- 『姉妹サンド』 2014年4月26日発売[22]、竹書房『まんがライフMOMO』、〈バンブーコミックス MOMO SELECTION〉、ISBN 978-4-8124-8565-1
- 『妹はいいものだ』 2012年 - 2016年、一迅社『まんが4コマぱれっとOnline』、〈IDコミックス 4コマKINGSぱれっとコミックス〉、全6巻
- 『お兄ちゃんビフォーアフター』 竹書房『まんがライフMOMO』→『まんがくらぶ』、〈バンブーコミックス MOMO SELECTION〉、全2巻
  1. 2018年9月27日発売[23]、ISBN 978-4-80196-389-4
  2. 2019年8月27日発売[24]、ISBN 978-4-80196-722-9
- 『私が悪役令嬢で弟がヒロインな今』 2022年2月7日発売[25][26]、竹書房『まんがライフWIN』、〈バンブーコミックス WINセレクション〉、ISBN 978-4-8019-7553-8

### アンソロジー
アンソロジー個人傑作選
- 『リフレイン Kanon&AIR』 2002年12月発売、宙出版〈ミッシィコミックス ツインハートコミックス〉、ISBN 4-87-287770-5
- 『月華』 2004年3月発売、宙出版〈ミッシィコミックス ツインハートコミックス〉、ISBN 4-77-671239-3
- 『MOON-MIX! TYPE-MOON作品集』 2005年10月発売、宙出版〈マジキューコミックス〉、ISBN 4-75-772388-1

参加したアンソロジー
- 『ひぐらしのなく頃に』 （宙出版、Vol.1, 2, 3, 4, 5, 6）
- 『[es]〜エターナル・シスターズ』 （一迅社、1,2）
- 『ゆるゆり コミックアンソロジー』 （一迅社）

### イラスト
- 『魔法探偵まぁリン』 （原作：大迫純一、青心社、1 - 4巻）
- 俺様パソコン調教術 （角川書店『月刊コンプティーク』、企画・取材・文：上崎よーいち）[27]
- 『全寮体験、みんなでたべて』 （原作：鈴木忍、青心社、1 - 3巻、5 - 6巻)
- 『マインの末裔』 （原作：百瀬寅彦、青心社）
- 『魍獣妖拳伝』 （原作：大迫純一、青心社）